# Baneuil
Baneuil est une commune française située dans le département de la Dordogne, en région Nouvelle-Aquitaine.

## Géographie

### Généralités
Dans le sud du département de la Dordogne, en Bergeracois et faisant partie de l'aire d'attraction de Bergerac, la commune de Baneuil est entièrement située en rive droite de la Dordogne.
Le bourg se situe, en distances orthodromiques, quatre kilomètres à l'ouest-nord-ouest de Lalinde et seize kilomètres à l'est de Bergerac.
La principale voie d'accès de la commune est la route départementale 660 (l'ancienne route nationale 660) qui longe le canal de Lalinde. Le sud du territoire communal est traversé par la ligne ferroviaire Bergerac-Le Buisson, dont la gare la plus proche est celle de Couze, à trois kilomètres du bourg par la route.

### Communes limitrophes
Baneuil est limitrophe de six autres communes, dont Couze-et-Saint-Front au sud-est, sur moins de 400 mètres.
| Cause-de-Clérans          |          | Pressignac-Vicq      |
|                           | Baneuil  | Lalinde              |
| Saint-Capraise-de-Lalinde | Varennes | Couze-et-Saint-Front |

### Géologie et relief

#### Géologie
Situé sur la plaque nord du Bassin aquitain et bordé à son extrémité nord-est par une frange du Massif central, le département de la Dordogne présente une grande diversité géologique. Les terrains sont disposés en profondeur en strates régulières, témoins d'une sédimentation sur cette ancienne plate-forme marine. Le département peut ainsi être découpé sur le plan géologique en quatre gradins différenciés selon leur âge géologique. Baneuil est située dans le troisième gradin à partir du nord-est, un plateau formé de calcaires hétérogènes du Crétacé.
Les couches affleurantes sur le territoire communal sont constituées de formations superficielles du Quaternaire et de roches sédimentaires datant pour certaines du Cénozoïque, et pour d'autres du Mésozoïque. La formation la plus ancienne, notée c5e, date du Campanien 5, des calcaires bioclastiques jaunâtres à rudistes, orbitoides media, Larrazetia, calcaires gréseux jaunes à grands silex versicolores, lumachelles à huîtres. La formation la plus récente, notée CFvs, fait partie des formations superficielles de type colluvions carbonatées de vallons secs : sable limoneux à débris calcaires et argile sableuse à débris. Le descriptif de ces couches est détaillé dans  la feuille « no 806 - Bergerac » de la carte géologique au 1/50 000 de la France métropolitaine, et sa notice associée.

Carte géologique de Baneuil.

#### Relief et paysages
Le département de la Dordogne se présente comme un vaste plateau incliné du nord-est (491 m, à la forêt de Vieillecour dans le Nontronnais, à Saint-Pierre-de-Frugie) au sud-ouest (2 m à Lamothe-Montravel). L'altitude du territoire communal varie quant à elle entre 27 m au sud-ouest, là où la Dordogne quitte la commune pour servir de limite entre celles de Saint-Capraise-de-Lalinde et Varennes, et 141 m au bourg de Baneuil.
Dans le cadre de la Convention européenne du paysage entrée en vigueur en France le 1er juillet 2006, renforcée par la loi du 8 août 2016 pour la reconquête de la biodiversité, de la nature et des paysages, un atlas des paysages de la Dordogne a été élaboré sous maîtrise d’ouvrage de l’État et publié en octobre 2020. Les paysages du département s'organisent en huit unités paysagères et 14 sous-unités. La commune est dans le Bergeracois, une région naturelle présentant un relief contrasté, avec les deux grandes vallées de la Dordogne et du Dropt séparées par un plateau plus ou moins vallonné, dont la pente générale s’incline doucement d’est en ouest. Ce territoire offre des paysages ouverts qui tranchent avec les paysages périgourdins. Il est composé de vignes, vergers et cultures,.
La superficie cadastrale de la commune publiée par l'Insee, qui sert de référence dans toutes les statistiques, est de 8,89 km2,,. La superficie géographique, issue de la BD Topo, composante du Référentiel à grande échelle produit par l'IGN, est quant à elle de 9,01 km2.

### Hydrographie

#### Réseau hydrographique
La commune est située dans le bassin de la Dordogne au sein du Bassin Adour-Garonne. Elle est drainée par la Dordogne et le canal de Lalinde, qui constituent un réseau hydrographique de 4 km de longueur totale,.
La Dordogne, d'une longueur totale de 483,1 km, prend naissance sur les flancs du puy de Sancy (1 885 m), dans la chaîne des monts Dore, traverse six départements dont la Dordogne dans sa partie sud, et conflue avec la Garonne à Bayon-sur-Gironde, pour former l'estuaire de la Gironde,. Elle borde la commune au sud sur deux kilomètres, face à Couze-et-Saint-Front et Varennes.
Le canal de Lalinde, d'une longueur totale de 15,51 km, est alimenté en eau par la Dordogne et prend naissance dans la commune de Mauzac-et-Grand-Castang, juste en amont du barrage de Mauzac, face à la commune de Calès, et rejoint la Dordogne à Mouleydier, juste en aval du barrage de Tuilières, face à Saint-Agne,. Parallèle à la Dordogne, le canal baigne le sud de la commune également sur deux kilomètres.

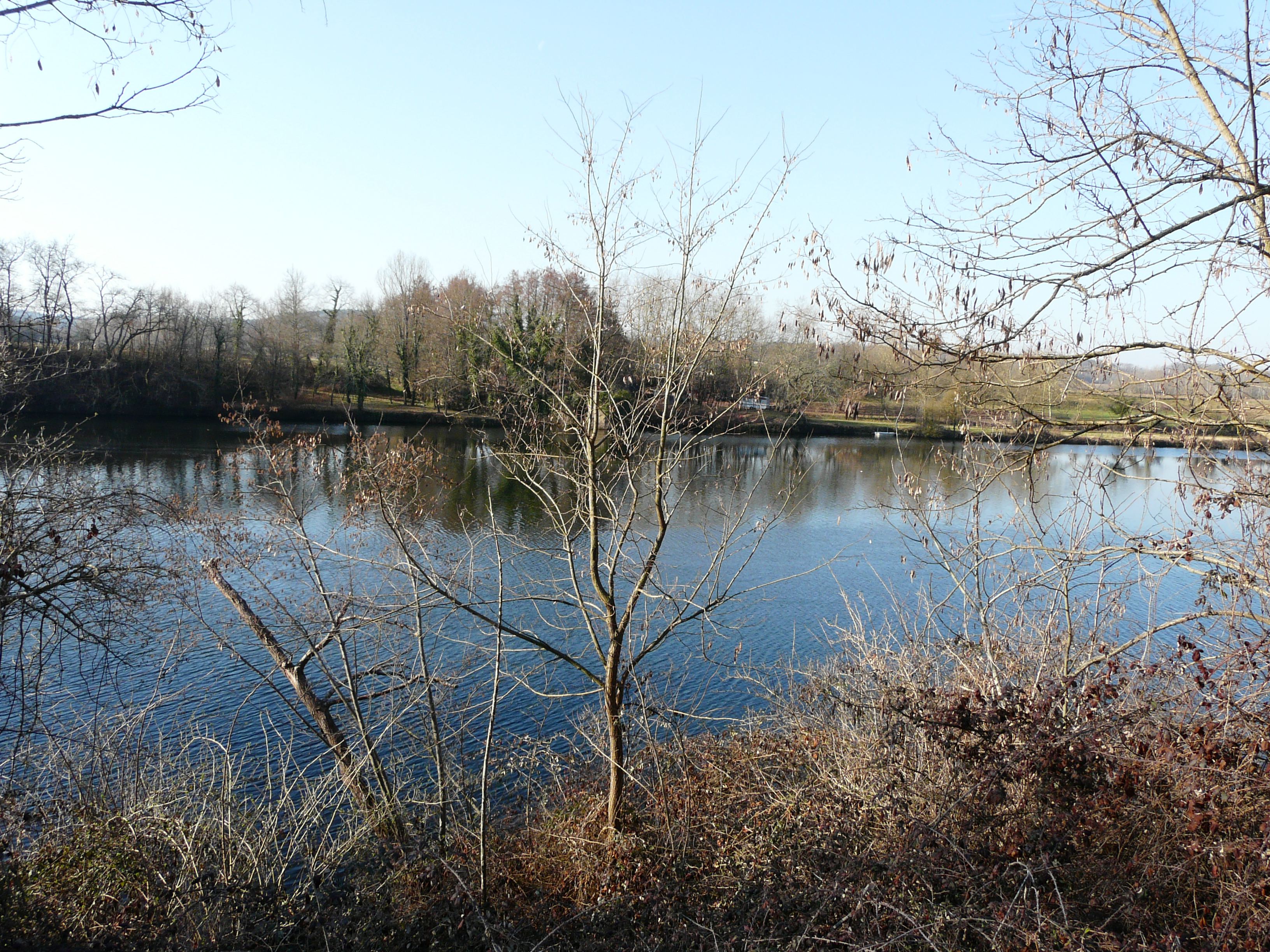
La Dordogne à Baneuil avec vue sur « le Port de Lanquais », commune de Varennes, en rive opposée.
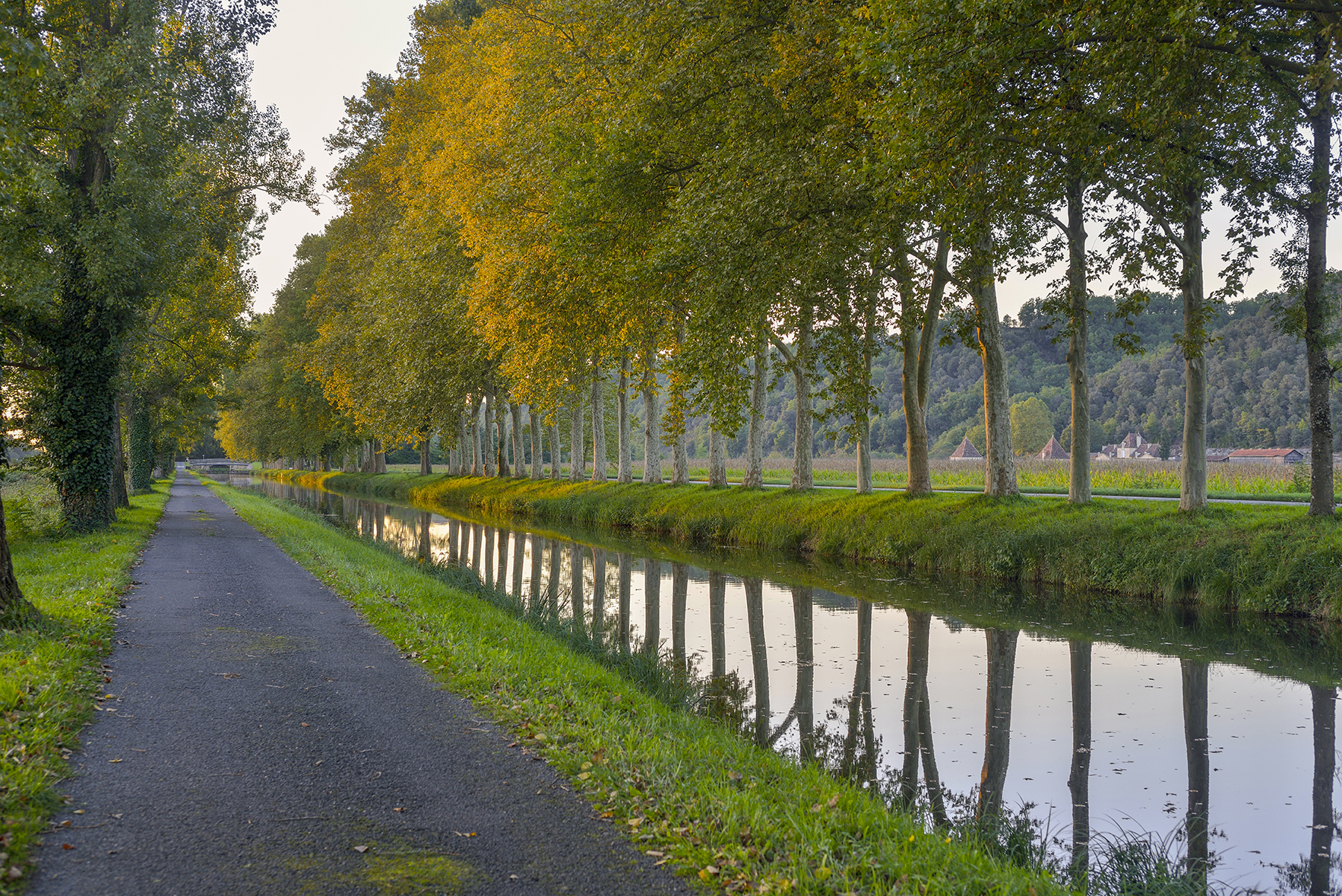
Le canal de Lalinde dans sa portion appelée « aqueduc du port de Lanquais ».
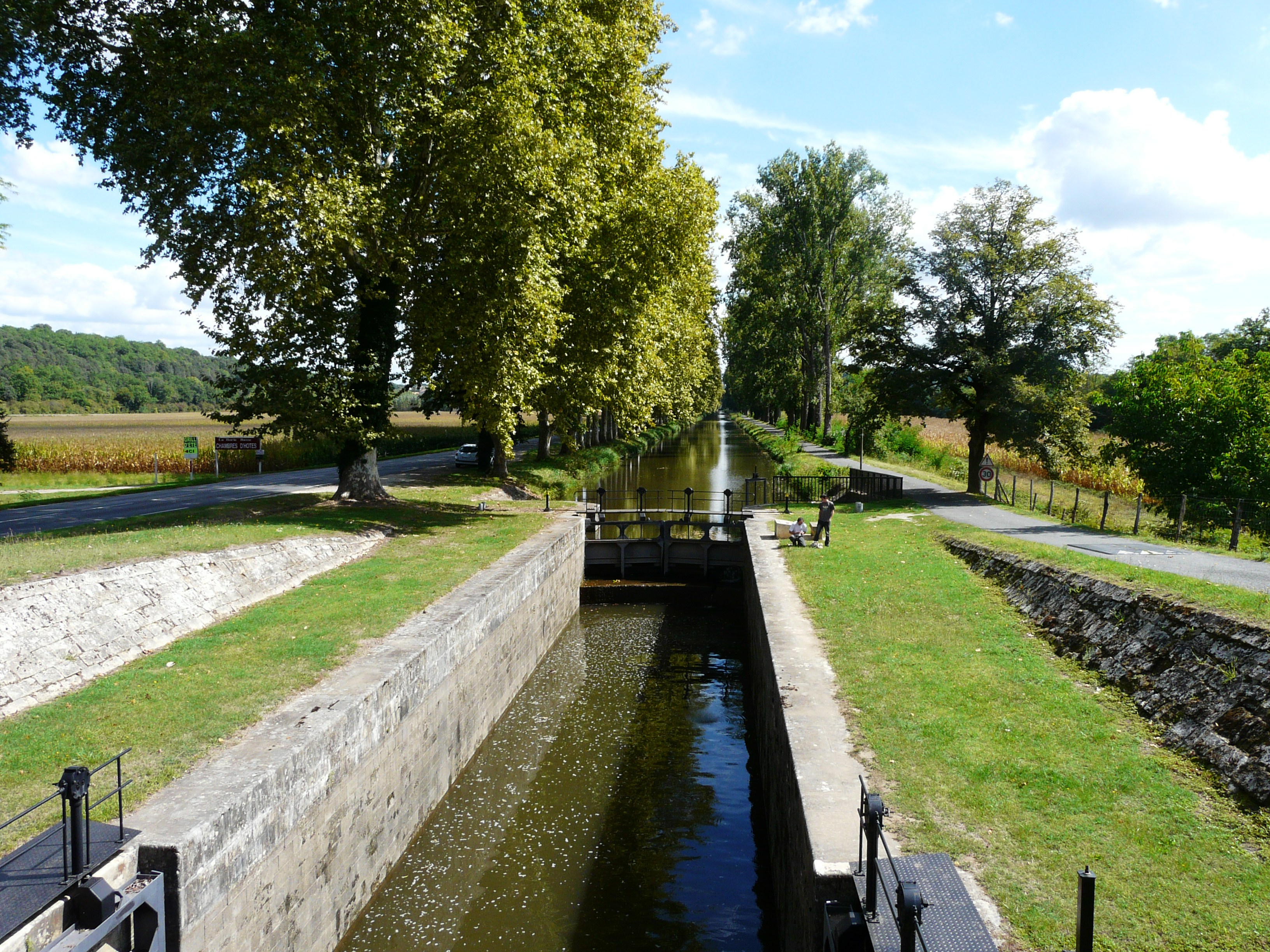
L'écluse de la Borie-Basse sur le canal de Lalinde.
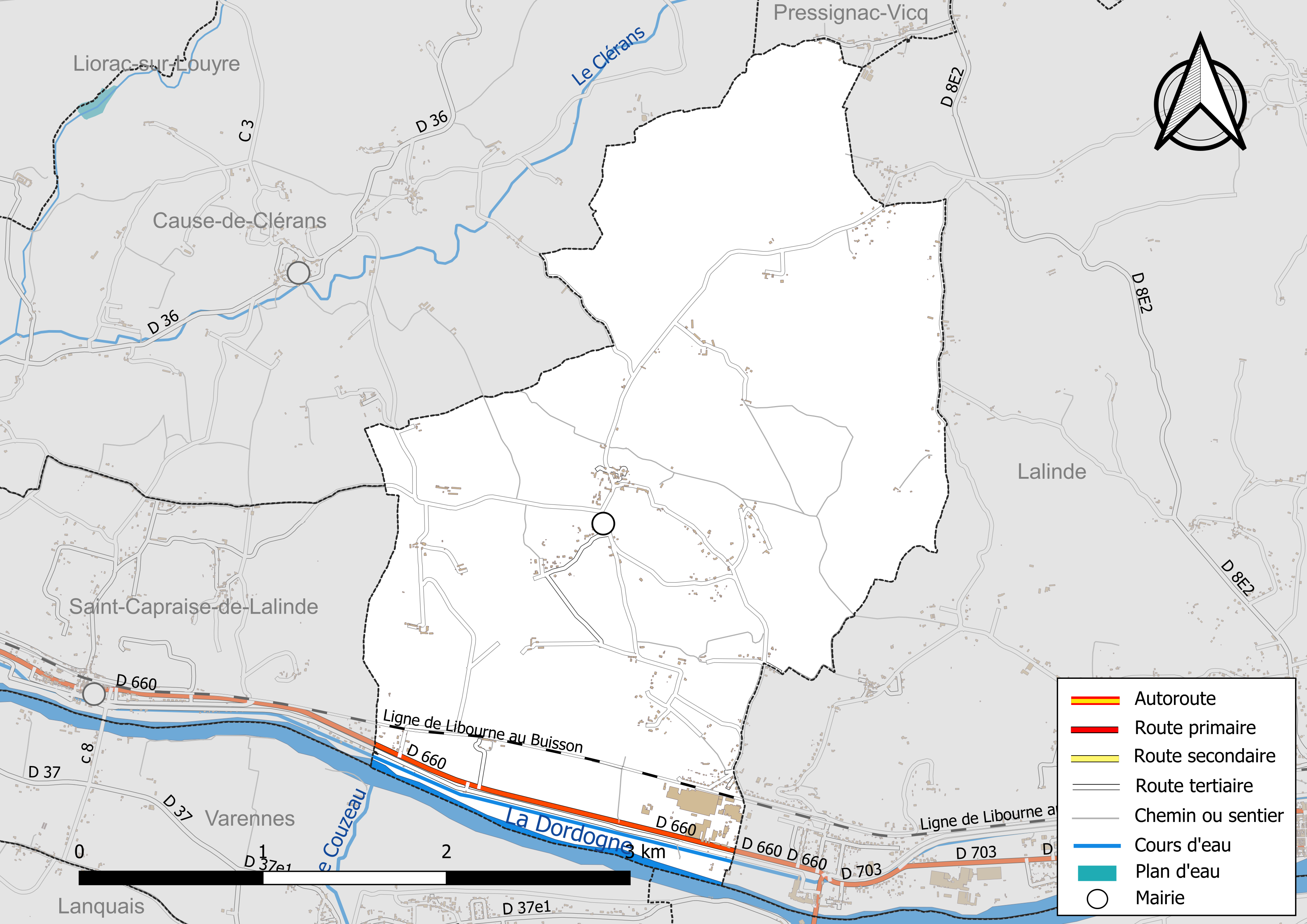
Réseaux hydrographique et routier de Baneuil.

#### Gestion et qualité des eaux
Le territoire communal est couvert par le schéma d'aménagement et de gestion des eaux (SAGE) « Dordogne Atlantique ». Ce document de planification, dont le territoire correspond au sous‐bassin le plus aval du bassin versant de la Dordogne (aval de la confluence Dordogne - Vézère)., d'une superficie de 2 700 km2 est en cours d'élaboration. La structure porteuse de l'élaboration et de la mise en œuvre est l'établissement public territorial de bassin de la Dordogne (EPIDOR). Il définit sur son territoire les objectifs généraux d’utilisation, de mise en valeur et de protection quantitative et qualitative des ressources en eau superficielle et souterraine, en respect des objectifs de qualité définis dans le troisième SDAGE  du Bassin Adour-Garonne qui couvre la période 2022-2027, approuvé le 10 mars 2022.
La qualité des eaux de baignade et des cours d’eau peut être consultée sur un site dédié géré par les agences de l’eau et l’Agence française pour la biodiversité.

### Climat
Pour des articles plus généraux, voir Climat de la Nouvelle-Aquitaine et Climat de la Dordogne.
Historiquement, la commune est exposée à un climat océanique aquitain.  
En 2020, Météo-France publie une typologie des climats de la France métropolitaine dans laquelle la commune est exposée à un climat océanique altéré et est dans la région climatique  Aquitaine, Gascogne, caractérisée par une pluviométrie abondante au printemps, modérée en automne, un faible ensoleillement au printemps, un été chaud (19,5 °C), des vents faibles, des brouillards fréquents en automne et en hiver et des orages fréquents en été (15 à 20 jours).
Pour la période 1971-2000, la température annuelle moyenne est de 12,6 °C, avec  une amplitude thermique annuelle de 15,3 °C. Le cumul annuel moyen de précipitations est de 874 mm, avec 12 jours de précipitations en janvier et 6,5 jours en juillet. Pour la période 1991-2020, la température moyenne annuelle observée sur la station météorologique la plus proche, située sur la commune de Bergerac à 16 km à vol d'oiseau, est de 13,2 °C et le cumul annuel moyen de précipitations est de 792,9 mm,. Pour l'avenir, les paramètres climatiques de la commune estimés pour 2050 selon différents scénarios d’émission de gaz à effet de serre sont consultables sur un site dédié publié par Météo-France en novembre 2022.

### Milieux naturels et biodiversité
Notamment liées à la présence de la Dordogne, plusieurs zones naturelles du territoire communal sont protégées.

#### Natura 2000

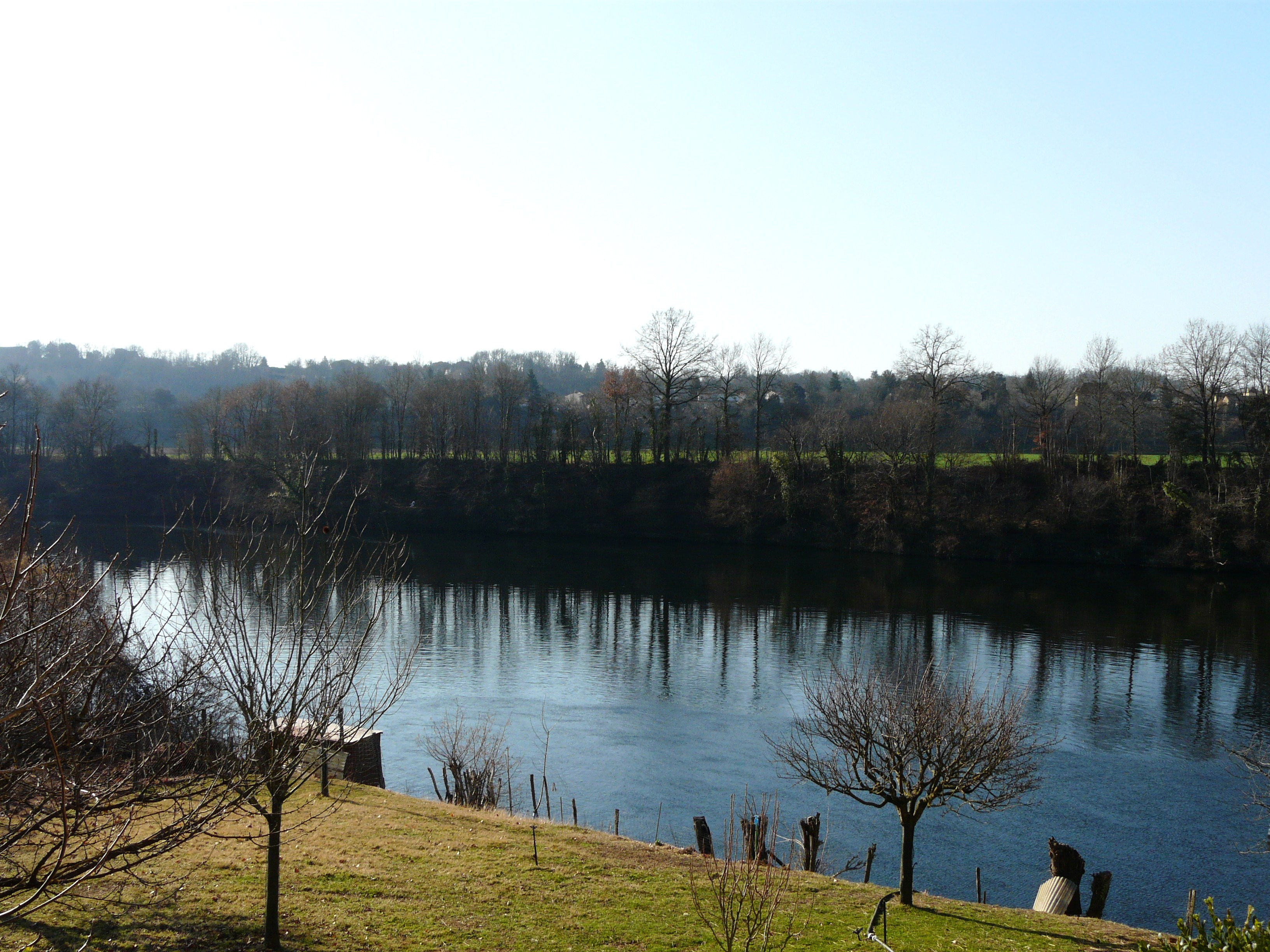
La Dordogne à la Borie-Basse.

La Dordogne est un site du réseau Natura 2000 limité aux départements de la Dordogne et de la Gironde, et qui concerne les 103 communes riveraines de la Dordogne, dont Baneuil,. Seize espèces animales et une espèce végétale inscrites à l'annexe II de la directive 92/43/CEE de l'Union européenne y ont été répertoriées.
La zone Coteaux calcaires de la vallée de la Dordogne, qui s'étend au total sur 3 686 hectares et est partagée avec vingt-quatre autres communes, fait également partie du réseau Natura 2000,. Deux espèces de chauves-souris inscrites à l'annexe II de la directive 92/43/CEE de l'Union européenne y ont été répertoriées : le Grand rhinolophe (Rhinolophus ferrumequinum) et le Petit rhinolophe (Rhinolophus hipposideros). Sur la commune, elle s'étend sur une trentaine d'hectares en un seul site, en bordure nord de la ligne ferroviaire, entre les lieux-dits la Borie-Basse et la Tronce, ainsi que dans l'angle sud-ouest du territoire communal, au sud de la Boissière.

#### ZNIEFF
Ces mêmes coteaux calcaires forment aussi une zone naturelle d'intérêt écologique, faunistique et floristique (ZNIEFF) de type I sur laquelle subsistent sur 19 hectares des chênes verts (Quercus ilex),.
Baneuil fait partie des 102 communes concernées par la ZNIEFF de type II « La Dordogne »,, dans laquelle ont été répertoriées huit espèces animales déterminantes et cinquante-sept espèces végétales déterminantes, ainsi que quarante-trois autres espèces animales et trente-neuf autres espèces végétales.

#### Protection du biotope
Comme l'ensemble des communes du département baignées par la Dordogne, Baneuil est soumise à un arrêté préfectoral de protection de biotope de 1991 destiné à favoriser la migration et le frai de plusieurs espèces de poissons.

## Urbanisme

### Typologie
Au 1er janvier 2024, Baneuil est catégorisée commune rurale à habitat dispersé, selon la nouvelle grille communale de densité à 7 niveaux définie par l'Insee en 2022.
Elle est située hors unité urbaine. Par ailleurs la commune fait partie de l'aire d'attraction de Bergerac, dont elle est une commune de la couronne,. Cette aire, qui regroupe 73 communes, est catégorisée dans les aires de 50 000 à moins de 200 000 habitants,.

### Occupation des sols
L'occupation des sols de la commune, telle qu'elle ressort de la base de données européenne d’occupation biophysique des sols Corine Land Cover (CLC), est marquée par l'importance des forêts et milieux semi-naturels (52,2 % en 2018), une proportion sensiblement équivalente à celle de 1990 (51,7 %). La répartition détaillée en 2018 est la suivante : 
forêts (52,2 %), prairies (25,7 %), terres arables (16,8 %), zones urbanisées (2,3 %), eaux continentales (2 %), zones agricoles hétérogènes (1 %). L'évolution de l’occupation des sols de la commune et de ses infrastructures peut être observée sur les différentes représentations cartographiques du territoire : la carte de Cassini (XVIIIe siècle), la carte d'état-major (1820-1866) et les cartes ou photos aériennes de l'IGN pour la période actuelle (1950 à aujourd'hui).

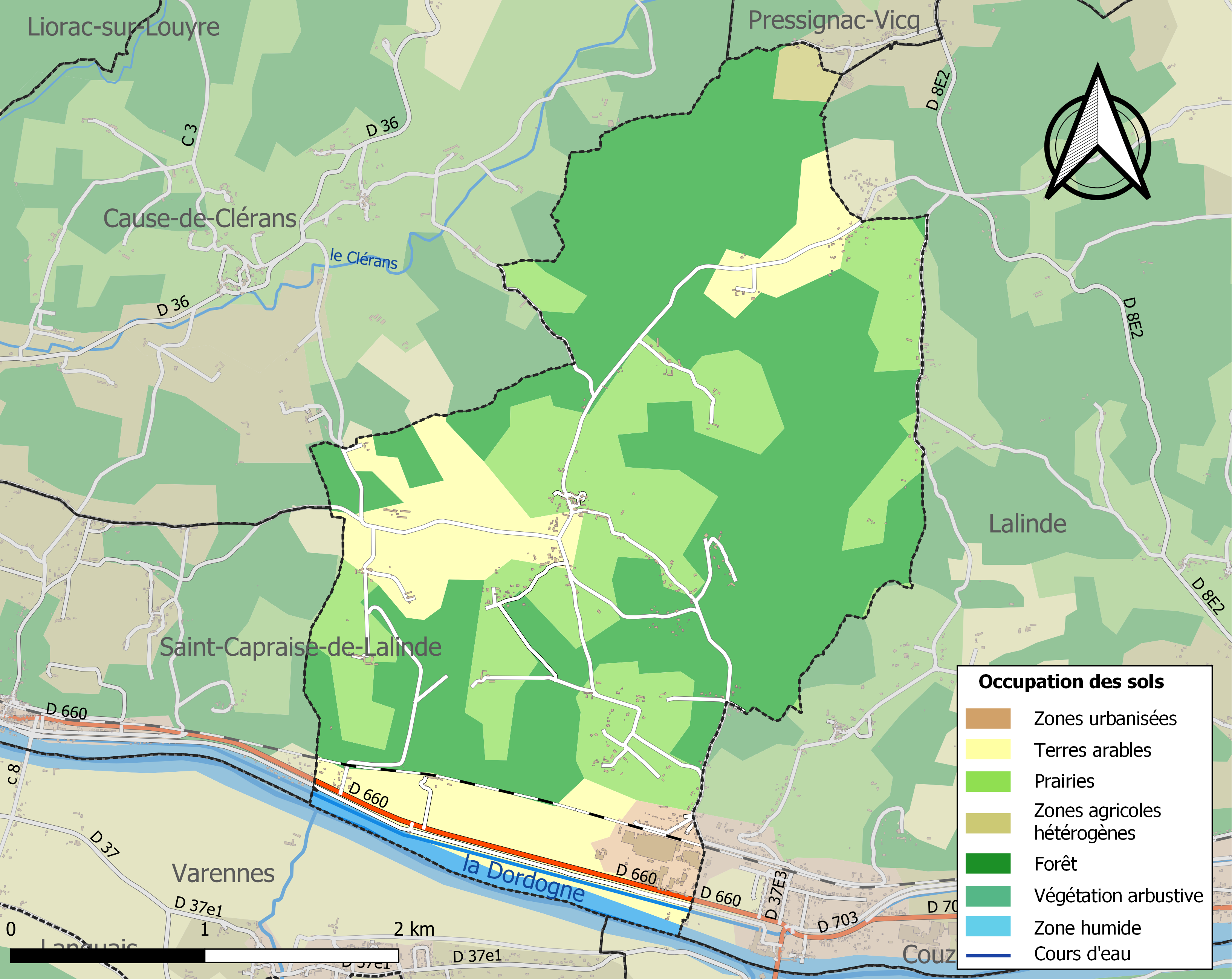
Carte des infrastructures et de l'occupation des sols de la commune en 2018 (CLC).

### Villages, hameaux et lieux-dits
Outre le bourg de Baneuil proprement dit, le territoire se compose d'autres villages ou hameaux, ainsi que de lieux-dits :
- les Bailleries
- Bel-Air
- Bois de Bittarie
- Bois de Garaude
- la Boissière
- la Borie Basse
- la Borie Haute
- la Borie Neuve
- la Cassenade
- les Chardoules
- la Combe du Château
- la Coste
- Courgniol
- Fontenille
- la Métairie Haute
- Montaud
- Port de Couze
- les Pradasques
- la Renardière
- le Terme
- Tertre de Galibert
- Thévenis
- la Tronce.

### Prévention des risques
Le territoire de la commune de Baneuil est vulnérable à différents aléas naturels : météorologiques (tempête, orage, neige, grand froid, canicule ou sécheresse), inondations, feux de forêts, mouvements de terrains et séisme (sismicité très faible). Il est également exposé à deux risques technologiques, et  le risque industriel et la rupture d'un barrage. Un site publié par le BRGM permet d'évaluer simplement et rapidement les risques d'un bien localisé soit par son adresse soit par le numéro de sa parcelle.

#### Risques naturels
Certaines parties du territoire communal sont susceptibles d’être affectées par le risque d’inondation par débordement de cours d'eau, notamment le canal de Lalinde. La commune a été reconnue en état de catastrophe naturelle au titre des dommages causés par les inondations et coulées de boue survenues en 1982 et 1999,. Le risque inondation est pris en compte dans l'aménagement du territoire de la commune par le biais du plan de prévention des risques inondation (PPRI) de la « Dordogne Centre », couvrant 20 communes et approuvé le 23 décembre 2008, pour les crues de la Dordogne,.
Baneuil est exposée au risque de feu de forêt. L’arrêté préfectoral du 14 mars 2013 fixe les conditions de pratique des incinérations et de brûlage dans un objectif de réduire le risque de départs d’incendie. À ce titre, des périodes sont déterminées : interdiction totale du 15 février au 15 mai et du 15 juin au 15 octobre, utilisation réglementée du 16 mai au 14 juin et du 16 octobre au 14 février. En septembre 2020, un plan inter-départemental de protection des forêts contre les incendies (PidPFCI) a été adopté pour la période 2019-2029,.

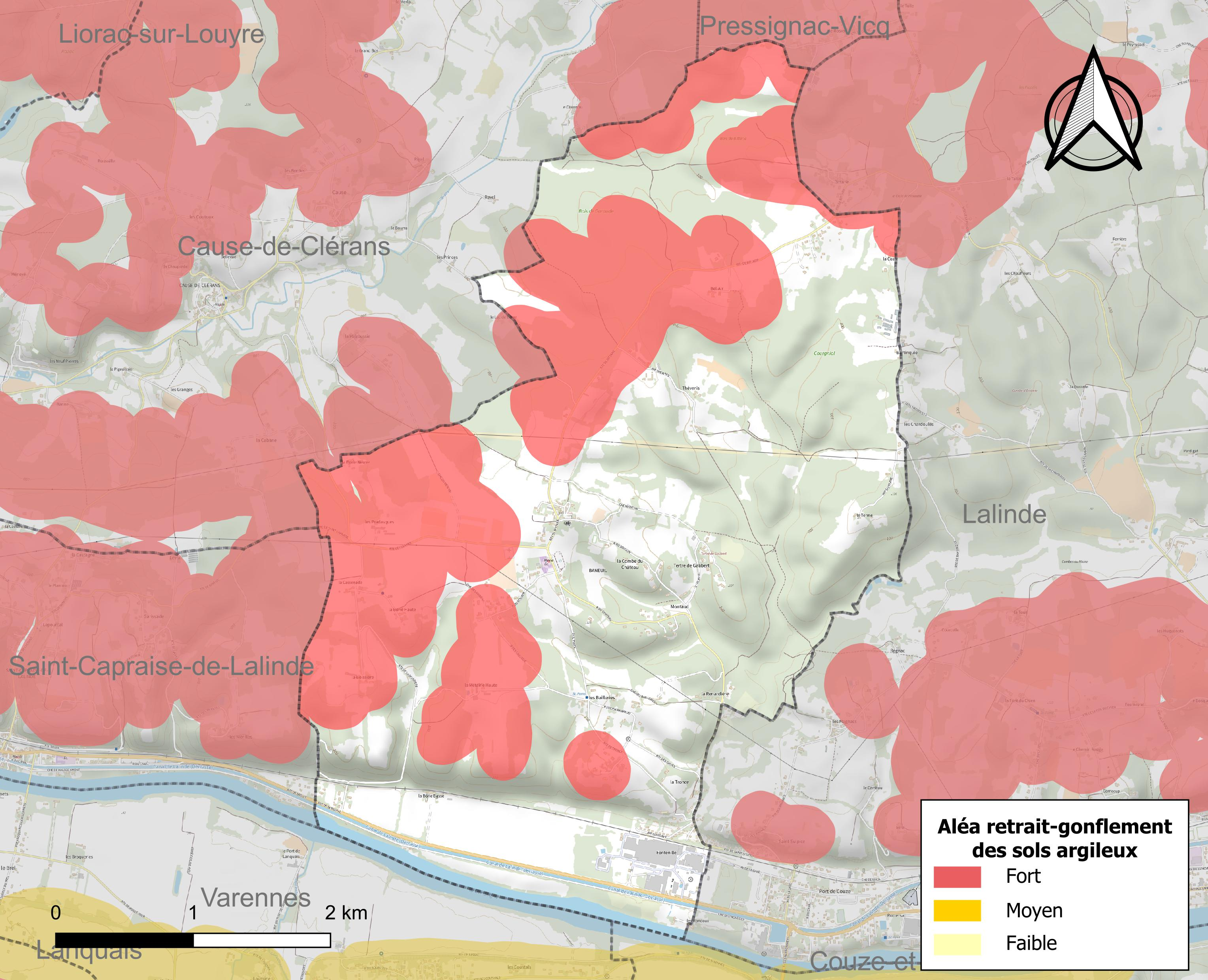
Carte des zones d'aléa retrait-gonflement des sols argileux de Baneuil.

Les mouvements de terrains susceptibles de se produire sur la commune sont des affaissements et effondrements liés aux cavités souterraines (hors mines) et des tassements différentiels. Afin de mieux appréhender le risque d’affaissement de terrain, un inventaire national permet de localiser les éventuelles cavités souterraines sur la commune. Le retrait-gonflement des sols argileux est susceptible d'engendrer des dommages importants aux bâtiments en cas d’alternance de périodes de sécheresse et de pluie. 35,3 % de la superficie communale est en aléa moyen ou fort (58,6 % au niveau départemental et 48,5 % au niveau national métropolitain). Depuis le 1er octobre 2020, en application de la loi ÉLAN, différentes contraintes s'imposent aux vendeurs, maîtres d'ouvrages ou constructeurs de biens situés dans une zone classée en aléa moyen ou fort,.
La commune a été reconnue en état de catastrophe naturelle au titre des dommages causés par la sécheresse en 1989, 1992, 2005 et 2011 et par des mouvements de terrain en 1999.

#### Risques technologiques
La commune est exposée au risque industriel du fait de la présence sur son territoire d'une entreprise soumise à la directive européenne SEVESO, classée seuil haut : Polyrey SAS, dont l’activité de fabrication de panneaux stratifiés et agglomérés est soumise à autorisation du fait de l’utilisation de produits toxiques et inflammables tels que le formol, le phénol ou le méthanol,.
La commune est en outre située en aval du barrage de Bort-les-Orgues, un ouvrage de classe A situé dans le département de la Corrèze et faisant l'objet d'un PPI depuis 2009. À ce titre elle est susceptible d’être touchée par l’onde de submersion consécutive à la rupture de cet ouvrage.

## Toponymie
Le nom de la localité est attesté sous les formes Banolium au XIIIe siècle et Banolhium en 1472, Baneilh en 1582.
Le nom de la commune se réfère soit à un nom de personnage d'origine germanique Banno, soit au mot gaulois banno, signifiant « corne », suivis du suffixe gaulois -ialo, indiquant une clairière,. Baneuil pourrait donc signifier la « clairière de la corne » ou la « clairière de Banno ». D'origine celtique, ce toponyme pourrait se rapprocher du mot gaélique d’Écosse Beann signifiant « sommet, corne, pointe ». À l'origine, Baneuil était sans doute une clairière située sur une hauteur et suffisamment remarquable pour avoir donné son nom à ce lieu (« Baneuil est au sommet d'un coteau dominant la vallée de la Dordogne »).
En occitan, la commune porte le nom de Banuèlh.

## Histoire
Le territoire communal a été occupé au Paléolithique et au Néolithique. Baneuil est un village ancien comme l'indique son nom d'origine gauloise. La présence d'un dolmen atteste l'occupation très ancienne de cette colline dominée par un vieux donjon datant du XIIe siècle. La construction de l'église remonte à la fin du XIe siècle.
La première mention écrite connue du lieu remonte au XIIIe siècle sous la forme Banolium, suivie deux siècles après, de Banolhium.
Le village se situe sur une très ancienne voie de colline qui suivait sur les hauteurs, la rive droite de la Dordogne.
Sur la carte de Cassini représentant la France entre 1756 et 1789, le village porte le nom de Baneul.

## Politique et administration

### Rattachements administratifs
La commune de Baneuil a, dès 1790, été rattachée au canton de la Linde qui dépendait du district de Bergerac. En 1800, les districts sont supprimés et le canton de Lalinde (nouvelle orthographe) dépend désormais de l'arrondissement de Bergerac.

### Intercommunalité
En 2002, Baneuil intègre dès sa création la communauté de communes Entre Dordogne et Louyre. Cette structure intercommunale fusionne avec quatre autres pour former au 1er janvier 2013 la communauté de communes des Bastides Dordogne-Périgord.

### Administration municipale
La population de la commune étant comprise entre 100 et 499 habitants au recensement de 2017, onze conseillers municipaux ont été élus en 2020,.

### Liste des maires

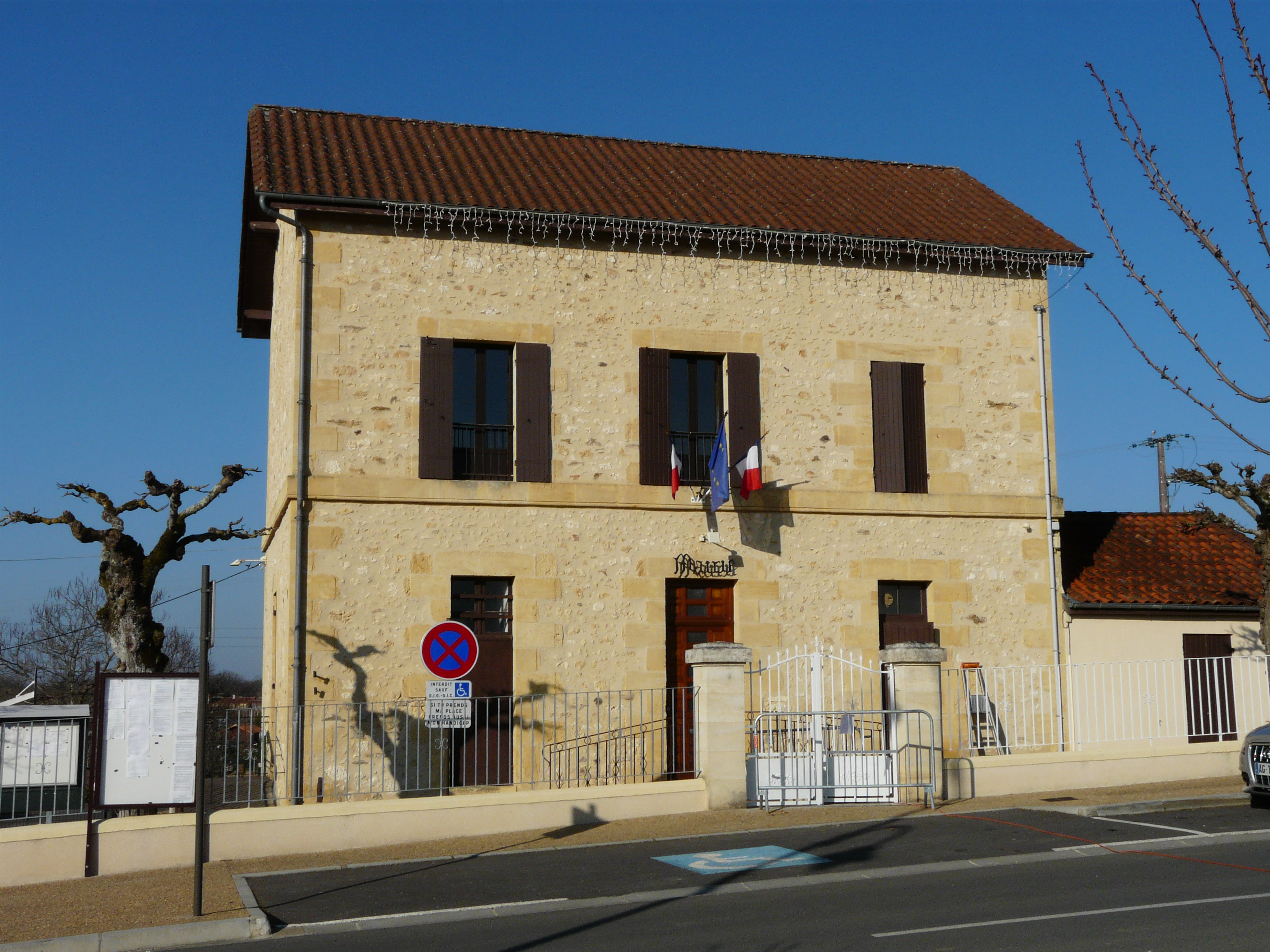
La mairie.

| Période                                  | Période   | Identité               | Étiquette | Qualité                           |
| ---------------------------------------- | --------- | ---------------------- | --------- | --------------------------------- |
| Les données manquantes sont à compléter. |           |                        |           |                                   |
|                                          |           |                        |           |                                   |
| 1902                                     |           | Louis Rey              |           | Directeur de l'usine de Couze     |
|                                          |           |                        |           |                                   |
|                                          |           | Guy Traverse           |           |                                   |
|                                          |           |                        |           |                                   |
|                                          | mars 2001 | Pierre Ratier          |           |                                   |
| mars 2001                                | mars 2008 | Alain Bernard          |           |                                   |
| mars 2008                                | mars 2014 | Gérard Porcher         | SE        | Retraité de l'Éducation nationale |
| mars 2014 (réélu en mai 2020)            | En cours  | Thierry Joël Deguilhem | FG        |                                   |

## Équipements et services publics

### Enseignement
En 2012, Baneuil est organisée en regroupement pédagogique intercommunal (RPI) avec les communes de Cause-de-Clérans et Couze-et-Saint-Front au niveau des classes de maternelle et de primaire. La commune assure la maternelle et le cours préparatoire.

### Justice
Dans le domaine judiciaire, Baneuil relève : 
- du tribunal judiciaire, du tribunal pour enfants, du conseil de prud'hommes et du tribunal de commerce de Bergerac ;
- du pôle Nationalité du tribunal judiciaire de Périgueux (compétent uniquement dans le domaine de la nationalité) ;
- de la cour d'appel, du tribunal administratif et de la  cour administrative d'appel de Bordeaux.

## Population et société

### Démographie
Les habitants de Baneuil se nomment les Baneuillais.
L'évolution du nombre d'habitants est connue à travers les recensements de la population effectués dans la commune depuis 1793. Pour les communes de moins de 10 000 habitants, une enquête de recensement portant sur toute la population est réalisée tous les cinq ans, les populations de référence des années intermédiaires étant quant à elles estimées par interpolation ou extrapolation. Pour la commune, le premier recensement exhaustif entrant dans le cadre du nouveau dispositif a été réalisé en 2004.

En 2022, la commune comptait 316 habitants, en évolution de −11,24 % par rapport à 2016 (Dordogne : +0,37 %, France hors Mayotte : +2,11 %).
| 1793 | 1800 | 1806 | 1821 | 1831 | 1836 | 1841 | 1846 | 1851 |
| ---- | ---- | ---- | ---- | ---- | ---- | ---- | ---- | ---- |
| 206  | 168  | 170  | 180  | 210  | 212  | 217  | 228  | 219  |

| 1856 | 1861 | 1866 | 1872 | 1876 | 1881 | 1886 | 1891 | 1896 |
| ---- | ---- | ---- | ---- | ---- | ---- | ---- | ---- | ---- |
| 221  | 240  | 212  | 205  | 199  | 216  | 211  | 200  | 187  |

| 1901 | 1906 | 1911 | 1921 | 1926 | 1931 | 1936 | 1946 | 1954 |
| ---- | ---- | ---- | ---- | ---- | ---- | ---- | ---- | ---- |
| 187  | 223  | 225  | 223  | 244  | 263  | 250  | 221  | 236  |

| 1962 | 1968 | 1975 | 1982 | 1990 | 1999 | 2004 | 2006 | 2009 |
| ---- | ---- | ---- | ---- | ---- | ---- | ---- | ---- | ---- |
| 280  | 260  | 259  | 262  | 299  | 302  | 353  | 362  | 348  |

| 2014 | 2019 | 2022 | - | - | - | - | - | - |
| ---- | ---- | ---- | - | - | - | - | - | - |
| 356  | 328  | 316  | - | - | - | - | - | - |

## Économie

### Emploi
En 2015, parmi la population communale comprise entre 15 et 64 ans, les actifs représentent 164 personnes, soit 46,2 % de la population municipale. Le nombre de chômeurs (vingt-trois) a augmenté par rapport à 2010 (seize) et le taux de chômage de cette population active s'établit à 13,9 %.

### Établissements
Au 31 décembre 2015, la commune compte dix-sept établissements, dont huit au niveau des commerces, transports ou services, cinq dans l'agriculture, la sylviculture ou la pêche, deux relatifs au secteur administratif, à l'enseignement, à la santé ou à l'action sociale, un dans la construction, et un dans l'industrie.

### Entreprises
Créée en 1956, l'entreprise Polyrey, l'un des principaux employeurs privés du département avec 500 employés à Baneuil en 2016, sur 650 au total, est l'une des principales entreprises européennes sur le marché des stratifiés.
Parmi les entreprises ayant leur siège social en Dordogne, tous secteurs confondus, Polyrey (fabrication de produits en caoutchouc et en plastique) se classe en deuxième position quant au chiffre d'affaires hors taxes en 2015-2016, avec 136 893 k€, en première position parmi les entreprises industrielles, et également en première position pour le chiffre d'affaires à l'exportation (73 956 k€).

## Culture locale et patrimoine

### Lieux et monuments
- Château de Baneuil, XIe, XIIe, XVe et XVIe siècles, inscrit au titre des monuments historiques en 1946[89],[90], visitable.
- Chartreuse de la Borie-Basse, aménagée en chambre d'hôtes[91].
- Aqueduc du port de Lanquais sur le canal de Lalinde, inscrit en 1996[92].
- Écluse de la Borie-Basse sur le canal de Lalinde, inscrite en 1996[93].
- Église Saint-Étienne du XIIe siècle, inscrite en 1948[94],[95].
- Dolmen.

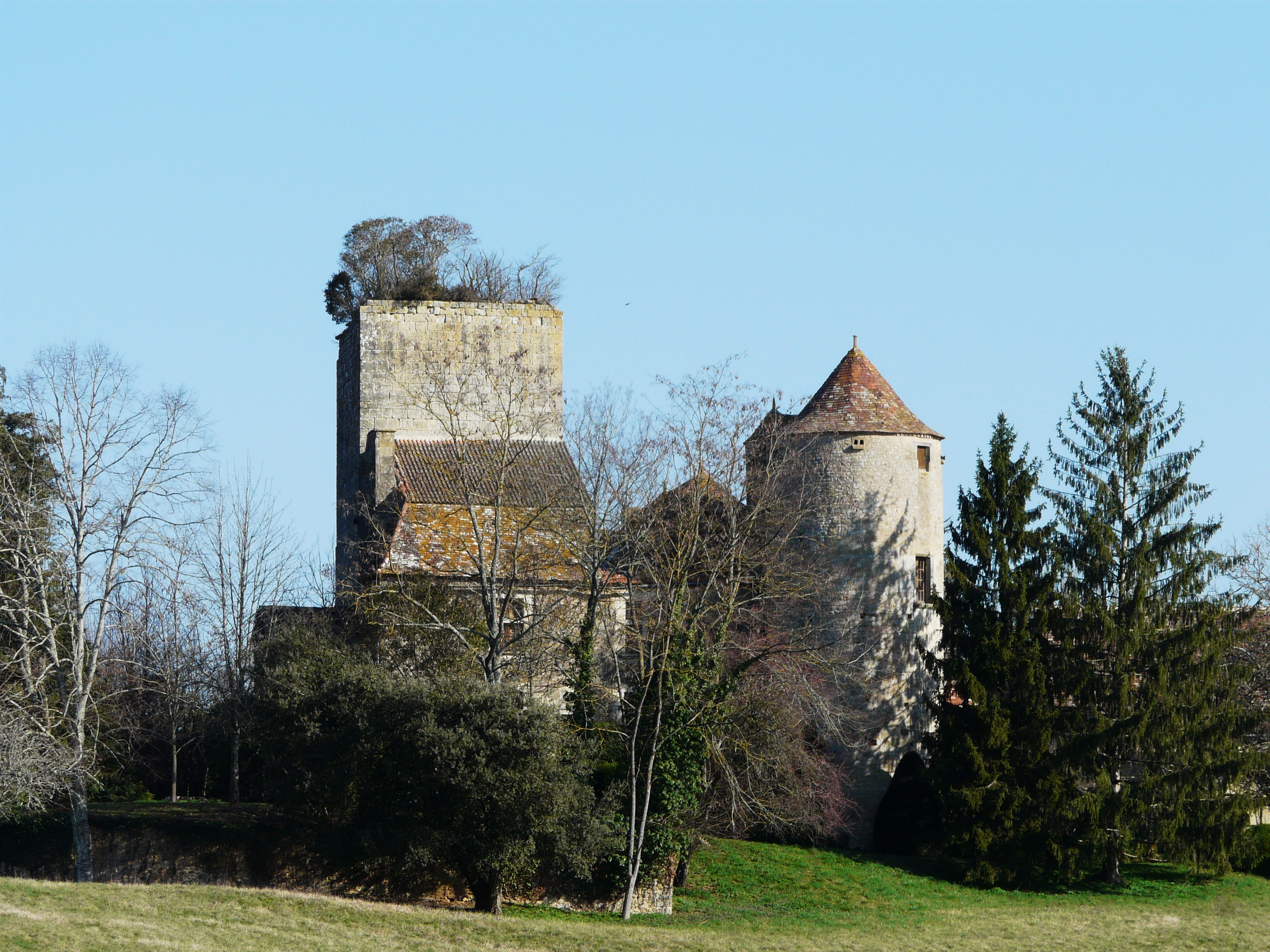
Le château de Baneuil.
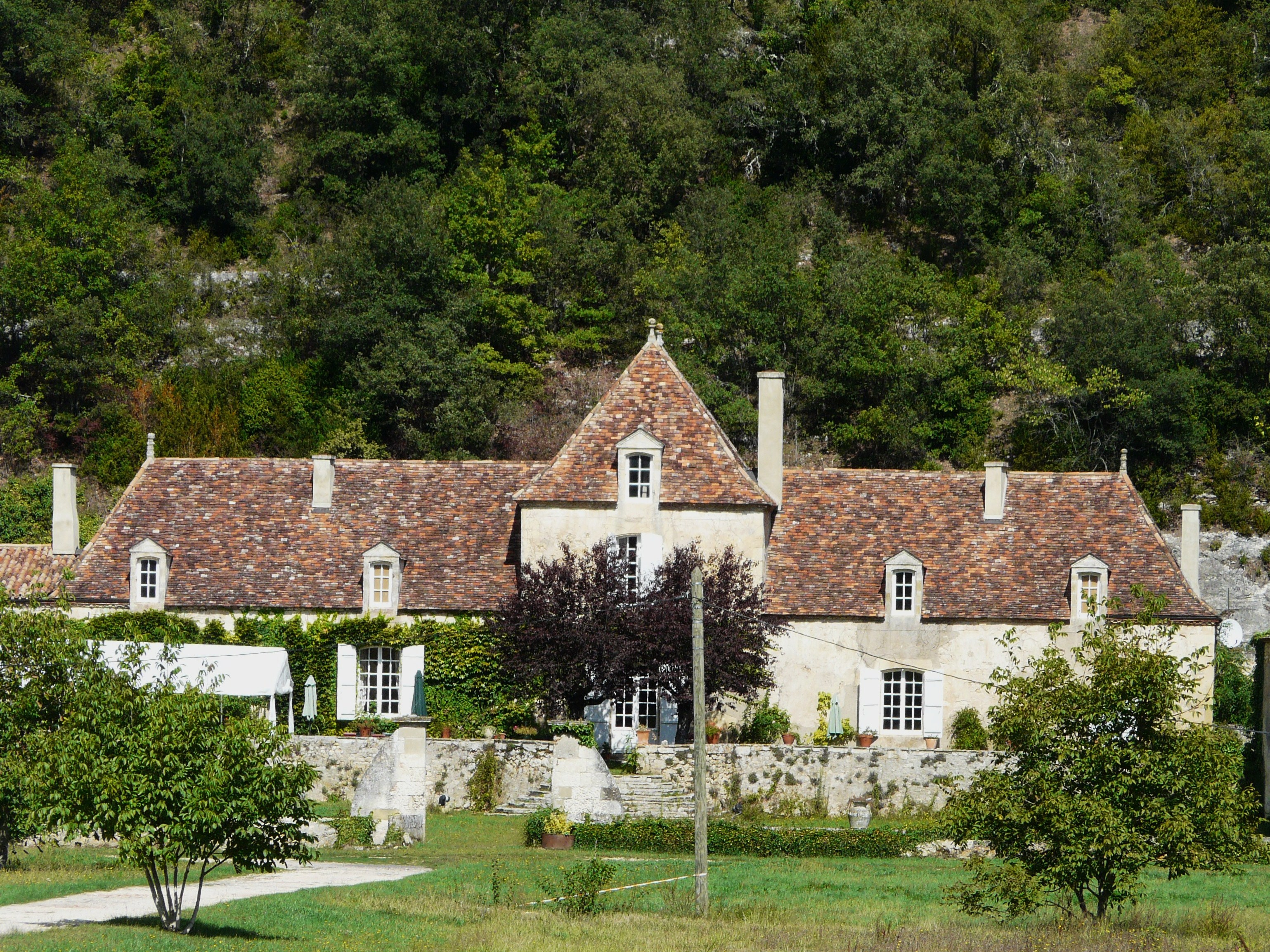
La chartreuse de la Borie-Basse.
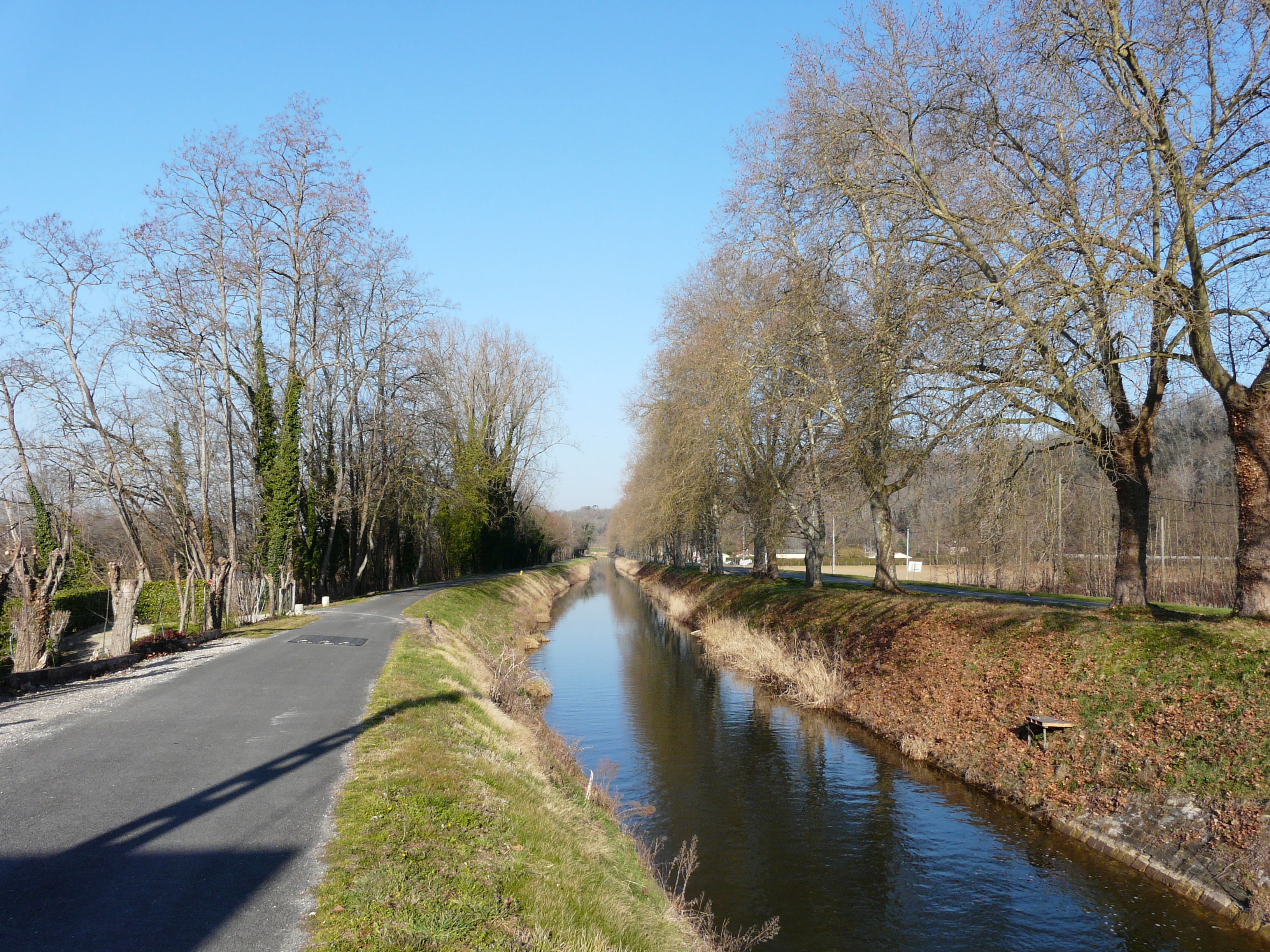
L'aqueduc du port de Lanquais.
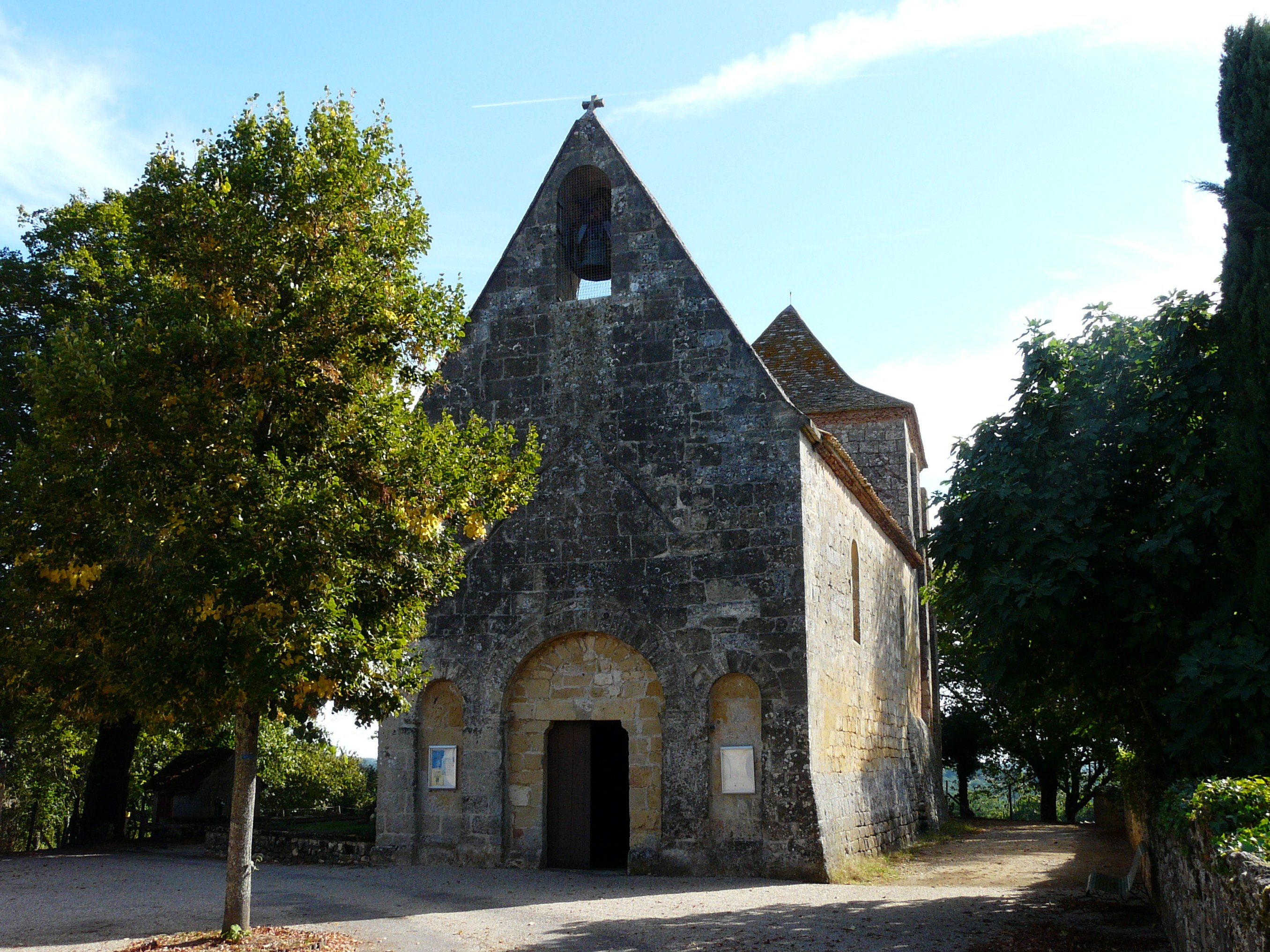
L'église Saint-Étienne.

### Héraldique
Pour un article plus général, voir Armorial des communes de la Dordogne.
| Blason de Baneuil | Blason  | D'argent à la tierce en bande de gueules. |
| Blason de Baneuil | Détails | Présent sur le site de la mairie.         |

## Pour approfondir